# NGC 5136
NGC 5136 (другие обозначения — IC 888, MCG 2-34-15, ZWG 72.70, ARAK 416, IRAS13223+1359, PGC 46905) — эллиптическая галактика (E) в созвездии Дева.
Уильям Гершель открыл объект 12 апреля 1784. Льюис Свифт переоткрыл галактику 3 мая 1889 с небольшой ошибкой в координатах как IC 888.
Этот объект входит в число перечисленных в оригинальной редакции «Нового общего каталога».